# Рентный пфенниг
Рентный пфенниг, рентенпфенниг (нем. Rentenpfennig) — разменная денежная единица Германии в 1923—1948 годах, соответствовавшая 1⁄100 рентной марки. Рентный банк Германии был основан в октябре 1923 года. С 15 ноября 1923 года он начал выпуск мелких монет номиналом 1, 2, 5, 10 и 50 рентенпфеннигов. С 1924 года рентный пфенниг обращался наряду с введённым в обращение рейхспфеннигом в соотношении 1:1.

## Монеты
Монеты чеканились монетными дворами Берлина, Мюнхена, Мульденхюттена, Штутгарта, Карлсруэ и Гамбурга.
| Изображение | Номинал            | Металл             | Диаметр | Вес    | Гурт | Годы выпуска    |
| ----------- | ------------------ | ------------------ | ------- | ------ | ---- | --------------- |
|             | 1 рентенпфенниг    | Бронза             | 17,5 мм | 2 г    |      | 1923—1925, 1929 |
|             | 2 рентенпфеннига   | Бронза             | 20 мм   | 3,3 г  |      | 1923, 1924      |
|             | 5 рентенпфеннигов  | Алюминиевая бронза | 18 мм   | 2,5 г  |      | 1923, 1924      |
|             | 10 рентенпфеннигов | Алюминиевая бронза | 21 мм   | 3,92 г |      | 1923—1925       |
|             | 50 рентенпфеннигов | Алюминиевая бронза | 24 мм   | 5,17 г |      | 1923, 1924      |